# Love Songs (Santana)
Love Songs è una raccolta del gruppo musicale statunitense Santana, pubblicata il 3 febbraio 2004.

## Descrizione
Il disco raccoglie brani di successo di Santana che toccano il tema dell'amore.

## Tracce
1. Samba Pa Ti
2. Europa (Earth's Cry Heaven's Smile)
3. Give Me Love
4. I'll Be Waiting (Single Version)
5. Flor D'luna (Moonflower)
6. Stormy
7. Life Is A Lady/Holiday
8. Aqua Marine (Single Version)
9. Sensitive Kind
10. I Love You Much Too Much
11. One With You
12. Daughter of the Night
13. Written In Sand
14. Before We Go
15. Love Is You